# Kanitha Wichiencharoen
Khunying Kanitha Wichiencharoen (4 de novembre de 1922 – 13 de maig de 2002) fou una advocada tailandesa i una defensora dels drets de la dona fins al temps tardà de sa vida quan es convertí en maechee. Principalment destacada pel seu treball amb els drets humans amb les dones, ella va establir el primer refugi d'emergència per a dones a Tailàndia i redactà la legislació per a la protecció dels drets de les dones. També establí l'Escola Professional Mahapajapati Theri, la primera universitat que formara dones com a monges budistes al sud-est asiàtic.

## Inicis
Kanitha Samsen nasqué el 4 de novembre de 1922 a Bangkok, al Regne de Siam, tenint com a pares a Thanom i Mangorn Samsen. Ella fou una de les dues filles de la parella i son pare era un reconegut advocat, qui serví com a senador durant la transició a una monarquia constitucional. Els seus pares animaren tant a ella com a la seua germana, Kanok, en la seua educació. Samsen inicià els seus estudis a l'Escola del Convent de Sant Francesc i més tard assistí a l'Escola del Convent de Sant Yoseph, abans de matricular-se a la Facultat de Dret de la Universitat Thammasat. Després treballar dos anys com a advocada amb dones que havien patit maltractament i discriminació, Samsen se n'anà a Washington, D. C. per a estudiar dret internacional a la Universitat Americana i la Universitat de Colúmbia a Nova York. Aleshores, se'n va anar a Suïssa i estudià relacions internacionals a l'Institut de hautes études internationales et du développement el 1949.

## Carrera
Tronà a Bangkok i treballà al Ministeri d'Afers Exteriors, on conegué Adul Wichiencharoen, amb qui es casaria el 1950 i amb qui subseqüentment tindria tres fills: Aim, Anik i Art. El 1953, Wichiencharoen tornà als Estats Units per a estudiar benestar social a la Universitat de Howard a Washington, D. C. Després de graduar-se, el 1955, tornà al seu país natal i treballà com a supervisora a la Standard Vacuum Oil Company. També treballà per a l'Agència dels Estats Units per al Desenvolupament Internacional i després com a assessora legal en l'Autoritat de Turisme. El 1961, començà un termini de tres anys com a presidenta de l'Associació d'Advocades de Tailàndia, viatjant a l'estranger com a part dels seus deures. Mentre visitava altres països, cercà refugis de dones, decidida a trobar maneres per a millorar els serveis per a les dones. També instaurà tallers dels dissabtes on les advocades donaven consell legal pro bono al públic com una manera d'oferiment assistència comunitària. L'any 1963 esdevení la secretària executiva de l'Associació de Cooperació Tècnica Tailandesa-Americana, servei que va donar durant els següents vint-i-u anys. A més, aconsellà com a assessora legal a les Nacions Unides, diverses ONGs pel desenvolupament i la indústria petroliera.
El 1969, Wichiencharoen fou seleccionada com a presidenta de l'Associació Internacional de Dones de Tailàndia. Participant en el moviment tailandès pels drets de la dona activament durant els anys setanta, el 1974, Wichiencharoen va ser la fundadora de l'Associació per la Promoció de l'Estatus de les Dones (APED). L'associació, formada per tant homes com dones començà fent campanya per la revisió i esmena de la legislació per a donar una millor protecció per a les dones i els nens. Serví com a presidenta de l'organització i simultàniament ocupà un seient presidencial per al comitè permanent sobre Dones i Treball del Consell Nacional de les Dones. Perquè allí no hi havia instal·lacions disponibles a Tailàndia per a assistir dones majors, maltractades i desocupades, Wichiencharoen obrí sa casa com a refugi d'emergència. Quan la policia no sabia què fer amb dones en perill, li les portaven. Ella viatjà extensament estudiant la situació de les dones d'arreu del món, participant en nombroses conferències i experiències acadèmiques, com l'estudi de la família i la joventut al Japó de 1961; una avaluació feta el 1977 sobre el Tribunal australià i els refugis per a dones; un estudi fet el 1979 que incloïa observacions al Centre de Dones de la Ciutat de Kansas, refugis a San Francisco i Washington, D.C., i un centre de crisis per violació a Nova York; una participació feta el 1987 en el Congrés de la Federació de Dones Soviètiques a Praga; oradora el 1988 al Fòrum Nòrdic i l'Associació de Dones Sueques, entre molts altres.
El 1980, en resposta a les necessitats identificades per l'Associació d'Adocades, Wichiencharoen inicià un impuls per finançar l'establiment d'un refugi per a dones permanent. Aconseguint 50.000฿, l'APED establí un refugi a l'edifici de l'Associació d'Advocades, oferint allotjament, àpats i certificats mèdics. El primer refugi per a dones a Tailàndia, la Llar d'Emergència i Fons de Socorrs per a Dones i Nens Passant Maldecaps es van veure desbordats de clients. Per 1986, havien superat el seu espai original i obriren un segon refugi i després un tercer al Districte de Don Mueang de Bangkok. Reconeixent que la seua assistència estava sent proveïda després dels fets, Wichiencharoen començà a reunir fons per a obrir una instal·lació educativa. El Centres de Formació i Educació de les Dones, que donava formació educativa i vocacional, fou establerta el 1988. Volent des de fa temps que es desenvolupara una clínica per a assistir dones embarasades, en resposta a les creixents necessitats de les dones per l'epidèmia de VIH/sida identificada en els anys vuitanta, una clínica finalment va ser establida.
El 1990, Wichiencharoen fundà una centre d'investigació de polítiques per a analitzar i aconsellar sobre assumptes polítics i socioeconòmics que impactaren sobre les vides de les dones. L?Institut de Recerda del Gènere i el Desenvolupament, va ser establert com una organització no governament, i treballà a través de l'espectre de la classe social per a millorar el benestar de les dones. Des de feia temps ja conscient de les discrepàncies en la fe budista respecte les dones en el clergat i el servilisme exigit a les monges cap als monjos, Wichiencharoen esdevení ordenada maechee o "monja laica" a Sri Lanka el 1993. Mantenint el seu títol, khunying, l'equivalent del britànic dame, va ser objecte de crítiques per part dels mitjans de comunicació, però perquè el rei havia concedit el títol i que l'ús d'aquest fracassara seria senyal de falta de respecte, ella va prendre el nom Maechee Khunying Kanitha. Mentre estava encara involucrada en el treball de defensa d'APED, ella tabé no elegí viure al samnak chii amb altres monges, però establí una caseta de camp separada on vivia amb altres membres de la comunitat. El 1996, redactà i pressionà per un fragment textual de la iniciativa legislativa d'una Declaració de Drets de la Monja defensant que les dones en les ordres religioses han de tindre autonomia política protegida per llei i la sola autoritat per a asingar els seus fons quan es determinara l'ordenació o la censura dels membres. Malgrat que la iniciativa legislativa fracassà, ella continuà a fer pressió perquè s'establiren les mesures de millora de les percepcions i oportunitats de les monges. El 1999, Maechee Khunying Kanitha, treballant amb l'Institut de la Monja Tailandesa i l'APED, fundà la primera universitat, Universitat Mahapajapati Theri, a oferir a les dones un diploma de bachelor of arts en budisme i filosofia.

## Mort i llegat
Wichiencharoen morí el 13 de maig de 2002 a causa d'un càncer. És reconeguda com una pionera de la defensa dels drets de la dona a Tailàndia. El 1990, en les festivitats fetes a La Sorbona en honor del Dia Internacional de la Dona, Wichiencharoen fou homenatgejada com una defensora destacada de les dones i l'any 1995, va rebre el doctorat honorari en Filosofia, Sociologia i Antropologia per la Universitat Ramkhamhaeng.